# بوتشيبو

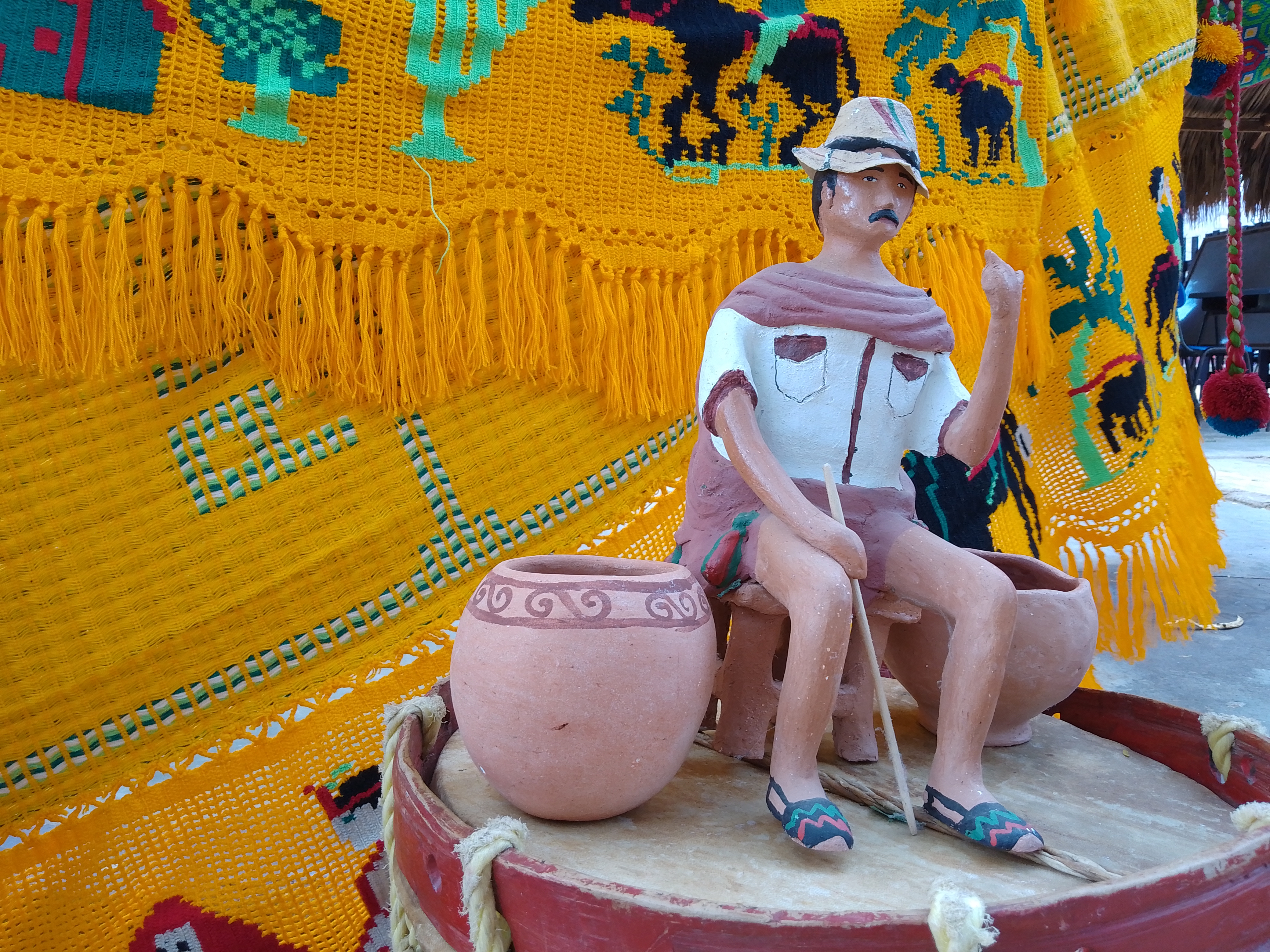
النظام القياسي لقوانين الوايو، المطبق بواسطة بوتشيبوئي (البالابريرو)

البوتشيبو، أو بوتشيجاتشي (بلغة الوايو, "رسول الكلمة"; (بالإسبانية: palabrero)‏)، هو العنصر المركزي في نظام الإدارة العدلية التقليدي لشعب الوايو. دور البوتشيبو هو حل النزاعات من خلال التوسط والتفاوض. يمكن أن يشمل ذلك النزاعات بين أفراد أو عشائر مختلفة في مجتمع الوايو أو مع أشخاص أو منظمات خارج شعب الوايو. يتضمن هذا التفاوض تعويضًا ماديًا يُدفع من قبل العائلة المسببة للتأثير إلى العائلة المتضررة.
في عام 2010، تم التعرف على هذا النظام التوسط من قبل اليونسكو كجزء من التراث الثقافي غير المادي للإنسانية. وقد تم الاعتراف بهذا النظام القانوني الأصلي من قبل حكومتي فنزويلا وكولومبيا. يتم تنظيم البوتشيبوي بواسطة المجلس الأعلى الذاتي للبالابريرو.